# Gressan
Gressan es una comune italiana del Valle de Aosta. Tiene una población estimada, a principios de 2021, de 3395 habitantes.
Se ubica en la periferia suroccidental de la ciudad de Aosta, separado de la capital por el río Dora Baltea.
Sus principales monumentos son el castillo de Tour de Villa y la torre de la Plantaz, ambos datados en el siglo XII.

## Gressanins destacados
- Maturino Blanchet, obispo de Aosta de 1946 hasta 1968.

## Evolución demográfica
| Gráfica de evolución demográfica de Gressan entre 1861 y 2001 |
|                                                               |
| Fuente ISTAT - elaboración gráfica de Wikipedia               |